# Wu Tao
Wu Tao, född 3 oktober 1983, är en friidrottare från Kina. Han deltog vid olympiska sommarspelen 2004.